# SN 2001gz
SN 2001gz – supernowa nieznanego typu odkryta 18 kwietnia 2001 roku w galaktyce A135604+0510. W momencie odkrycia miała maksymalną jasność 24,10m.